# 吴爱祥
吴爱祥（1963年1月—），湖北仙桃人，北京科技大学副校长、教授、博士生导师，主要从事金属矿绿色开采理论与技术等方面的研究工作。担任《金属矿山》等刊物编委，入选中华人民共和国教育部第八批“长江学者”特聘教授，2023年11月当选中国工程院院士。